# Diplocladius ioergenseni
Diplocladius ioergenseni är en tvåvingeart som beskrevs av Jean-Jacques Kieffer 1909. Diplocladius ioergenseni ingår i släktet Diplocladius och familjen fjädermyggor. Inga underarter finns listade i Catalogue of Life.